# Чернігівська вулиця (Труханів острів)
Черні́гівська ву́лиця — зникла вулиця міста Києва, що існувала в робітничому селищі на Трухановому острові. Пролягала від Харківської вулиці до  кінця забудови, поблизу Матвіївської затоки.
Прилучалися Чигиринська та Полтавська вулиці.

## Історія
Виникла під такою ж назвою 1907 року під час розпланування селища на Трухановому острові. Восени 1943 року при відступі з Києва німецькі окупанти спалили селище на острові, тоді ж припинила існування вся вулична мережа включно із Чернігівською вулицею.